# Associatie voor Pan-Amerikaanse Atletiek
De Associatie voor Pan-Amerikaanse Atletiek (APA; Engels: Association of Panamerican Athletics, Spaans: Asociación Panamericana de Atletismo) is een regionale atletiekfederatie voor nationale bonden en internationale federaties in Noord-, Midden- en Zuid-Amerika en de Caraïben.
De APA werd op 28 oktober 2011 opgericht als vervanger van de Pan-Amerikaanse Atletiek Commissie (Engels: Pan American Athletics Commission). De oprichting gebeurde tijdens de XVI Pan-Amerikaanse Spelen in Guadalajara in Mexico. Tijdens de inhuldiging werd Víctor López uit Puerto Rico benoemd tot voorzitter. Hij was afkomstig van de Centraal-Amerikaanse en Caraïbische Atletiek Associatie (CACAC).

## Leden
- Amerikaanse Maagdeneilanden
- Anguilla
- Antigua en Barbuda
- Argentinië
- Aruba
- Bahama's
- Barbados
- Belize
- Bermuda
- Bolivia
- Brazilië
- Britse Maagdeneilanden
- Canada
- Chili
- Colombia
- Costa Rica
- Cuba
- Dominica
- Dominicaanse Republiek
- Ecuador
- El Salvador
- Grenada
- Guatemala
- Guyana
- Haïti
- Honduras
- Jamaica
- Kaaimaneilanden
- Mexico
- Montserrat
- Nicaragua
- Panama
- Paraguay
- Peru
- Puerto Rico
- Saint Kitts en Nevis
- Saint Lucia
- Saint Vincent en de Grenadines
- Suriname
- Trinidad en Tobago
- Turks- en Caicoseilanden
- Uruguay
- Venezuela
- Verenigde Staten